# Радлув
Радлув (пол. Radłów) — місто у Польщі, у Тарновському повіті, Малопольського воєводства. Адміністративний центр місько-сільської гміни Радлув.

## Історія
Колишнє село краківських єпископів, згадка 1629 р. Права міста надано 2010 р.

## Пам'ятки
- Костел святого Івана Хрестителя (1337)
- Палацовий комплекс (19 ст.)
- Могили вояків 1 Світової війни

## Демографія
Демографічна структура станом на 31 березня 2011 року:
|          | Загалом | Допрацездатний вік | Працездатний вік | Постпрацездатний вік |
| -------- | ------- | ------------------ | ---------------- | -------------------- |
| Чоловіки | 1322    | 245                | 936              | 141                  |
| Жінки    | 1402    | 240                | 865              | 297                  |
| Разом    | 2724    | 485                | 1801             | 438                  |